# Liste des communes de l'aire d'appellation armagnac
Pour un article plus général, voir Armagnac (eau-de-vie).

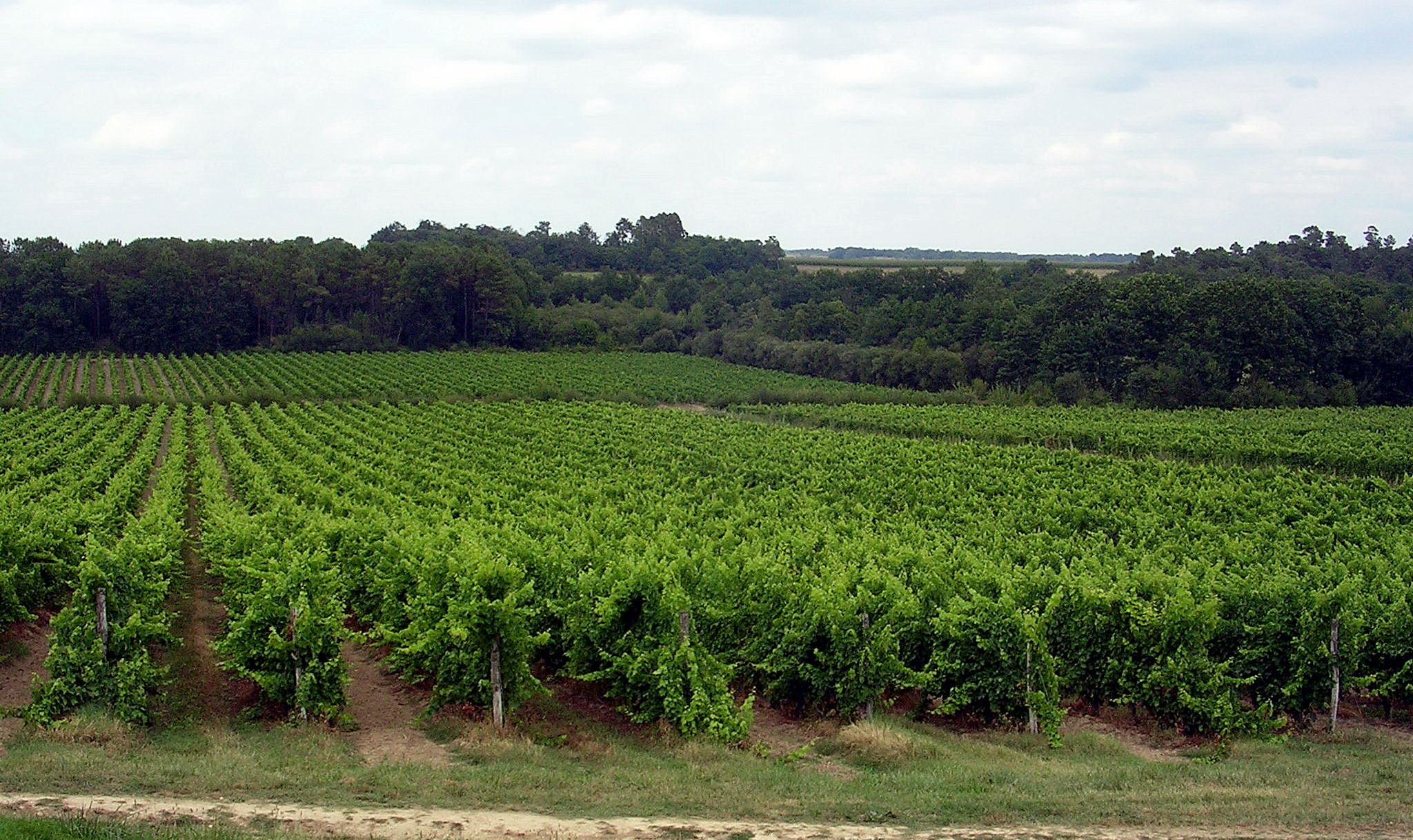
Le vignoble d'Armagnac, entre Landes et Gers.

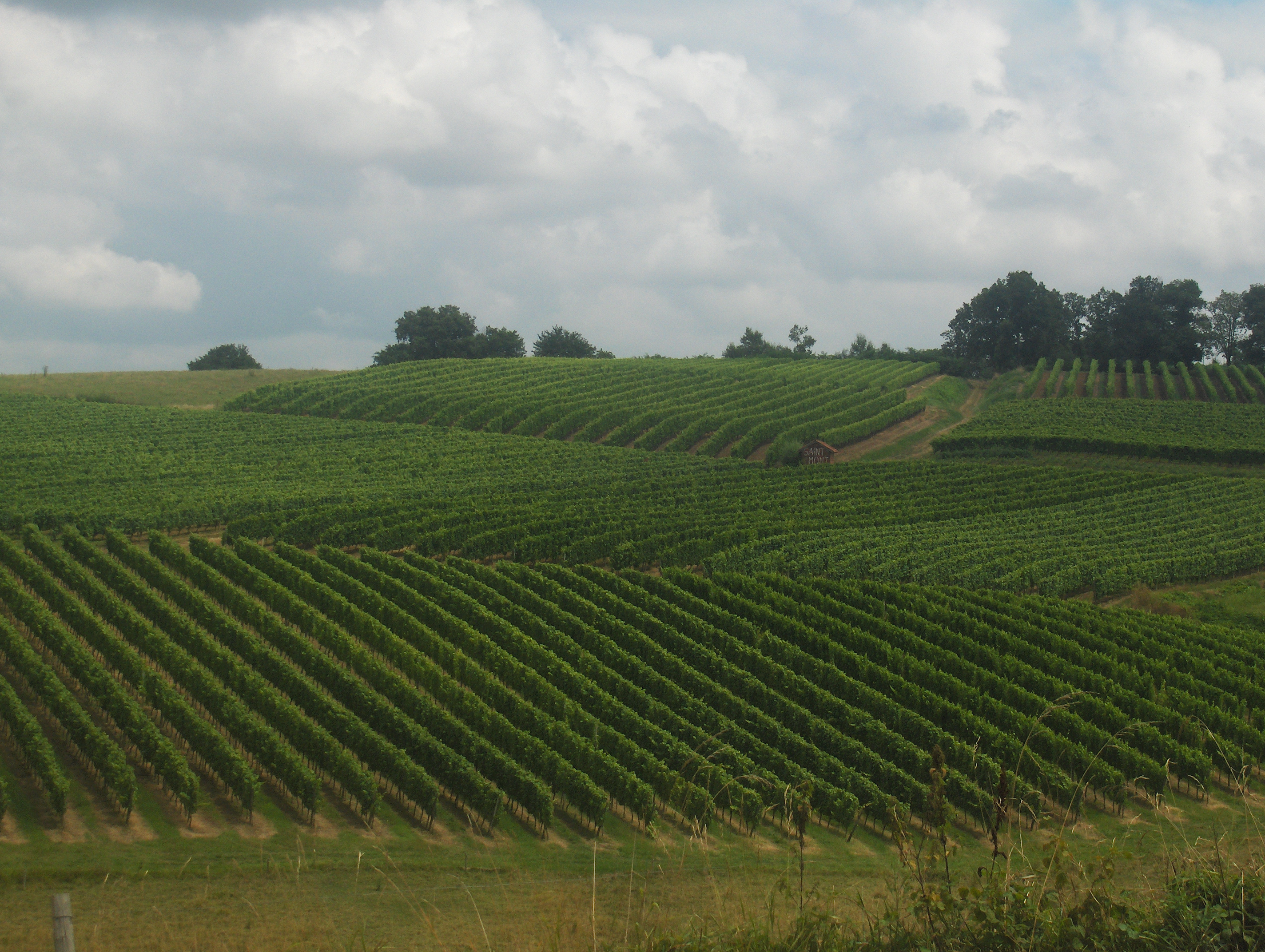
Rangs de vignes à Lupiac.

Cette liste des communes de l'aire d'appellation armagnac rassemble les communes autorisées par le décret en vigueur (celui du 23 octobre 2009) à produire des eaux-de-vie sous les appellations d'origine contrôlée (AOC) « armagnac », « armagnac-ténarèze », « bas-armagnac », « blanche-armagnac » et « haut-armagnac ».

## Communes du Gers
| \| Auch Cazaubon Eauze Nogaro Vic-Fezensac Aignan Riscle Condom Marciac Bas-Armagnac Ténarèze Haut-Armagnac \| Les aires d'appellation dans le Gers :- le Bas-Armagnac - la Ténarèze - le Haut-Armagnac |
| Auch Cazaubon Eauze Nogaro Vic-Fezensac Aignan Riscle Condom Marciac Bas-Armagnac Ténarèze Haut-Armagnac                                                                                                |

### AOC armagnac et blanche-armagnac
Dans le Gers, sont concernées les 245 communes suivantes : Aignan, Antras, Arblade-le-Bas, Arblade-le-Haut, Armentieux, Armous-et-Cau, Auch, Augnax, Aurensan, Auterive, Avéron-Bergelle, Ayguetinte, Ayzieu, Barcelonne-du-Gers, Barran, Bascous, Bassoues, Bazian, Beaucaire, Beaumarchés, Beaumont, Belmont, Béraut, Bernède, Berrac, Bétous, Bezolles, Biran, Blaziert, Bonas, Boucagnères, Bourrouillan, Bouzon-Gellenave, Bretagne-d'Armagnac, Le Brouilh-Monbert, Brugnens, Cahuzac-sur-Adour, Caillavet, Callian, Campagne-d'Armagnac, Cannet, Cassaigne, Castelnau-d'Anglès, Castelnau-d'Arbieu, Castelnau-d'Auzan, Castelnau-sur-l'Auvignon, Castelnavet, Castéra-Lectourois, Castéra-Verduzan, Castex-d'Armagnac, Castillon-Debats, Castillon-Massas, Castin, Caumont, Caupenne-d'Armagnac, Caussens, Cazaubon, Cazaux-d'Anglès, Cazeneuve, Céran, Cézan, Condom, Corneillan, Couloumé-Mondebat, Courrensan, Courties, Crastes, Cravencères, Dému, Duran, Durban, Eauze, Espas, Estang, Fleurance, Fourcès, Fustérouau, Galiax, Gavarret-sur-Aulouste, Gazaupouy, Gazax-et-Baccarisse, Gée-Rivière, Gondrin, Goutz, Goux, Haulies, Le Houga, L'Isle-de-Noé, Izotges, Jegun, Jû-Belloc, Juillac, Justian, Labarrère, Labarthète, Labéjan, Ladevèze-Rivière, Ladevèze-Ville, Lagarde, Lagardère, Lagraulet-du-Gers, Lahitte, Lalanne, Lamazère, Lamothe-Goas, Lanne-Soubiran, Lannemaignan, Lannepax, Lannux, Larée, Larressingle, Larroque-Engalin, Larroque-Saint-Sernin, Larroque-sur-l'Osse, Lasserade, Lasséran, Lasseube-Propre, Laujuzan, Lauraët, Lavardens, Leboulin, Lectoure, Lelin-Lapujolle, Lias-d'Armagnac, Ligardes, Loubédat, Loubersan, Louslitges, Loussous-Débat, Lupiac, Luppé-Violles, Magnan, Maignaut-Tauzia, Manciet, Mansencôme, Marambat, Marciac, Margouët-Meymes, Marguestau, Marsolan, Mas-d'Auvignon, Mascaras, Mauléon-d'Armagnac, Maulichères, Maumusson-Laguian, Maupas, Mérens, Miramont-d'Astarac, Miramont-Latour, Mirannes, Mirepoix, Monclar, Monguilhem, Monlezun-d'Armagnac, Montaut-les-Créneaux, Montégut, Montesquiou, Montestruc-sur-Gers, Montréal, Mormès, Mouchan, Mourède, Nogaro, Nougaroulet, Noulens, Orbessan, Ordan-Larroque, Ornézan, Panjas, Pauilhac, Pavie, Perchède, Pergain-Taillac, Pessan, Peyrusse-Grande, Peyrusse-Massas, Peyrusse-Vieille, Pis, Plaisance, Pouy-Roquelaure, Pouydraguin, Préchac, Préchac-sur-Adour, Preignan, Préneron, Projan, Puycasquier, Puységur, Ramouzens, Réans, Réjaumont, Riguepeu, Riscle, Romieu, Roquebrune, Roquefort, Roquelaure, Roquepine, Roques, Rozès, Sabazan, Saint-Arailles, Saint-Aunix-Lengros, Saint-Avit-Frandat, Saint-Germé, Saint-Griède, Saint-Jean-le-Comtal, Saint-Jean-Poutge, Saint-Lary, Saint-Martin-d'Armagnac, Saint-Martin-de-Goyne, Saint-Mézard, Saint-Mont, Saint-Orens-Pouy-Petit, Saint-Paul-de-Baïse, Saint-Pierre-d'Aubézies, Saint-Puy, Sainte-Christie, Sainte-Christie-d'Armagnac, Sainte-Radegonde, Salles-d'Armagnac, Sansan, Sarragachies, La Sauvetat, Scieurac-et-Flourès, Séailles, Ségos, Sion, Sorbets, Tarsac, Tasque, Termes-d'Armagnac, Terraube, Tieste-Uragnoux, Toujouse, Tourdun, Tourrenquets, Tudelle, Urdens, Urgosse, Valence-sur-Baïse, Vergoignan, Verlus, Vic-Fezensac et Viella.

### AOC armagnac-ténarèze
Aignan, Ayguetinte, Bazian, Beaucaire, Beaumont, Belmont, Béraut, Bezolles, Blaziert, Bonas, Bouzon-Gellenave, Caillavet, Callian, Cassaigne, Castelnau-d'Auzan, Castelnau-sur-l'Auvignon, Castelnavet, Castéra-Verduzan, Castillon-Debats, Caussens, Cazaux-d'Anglès, Cazeneuve, Condom, Fourcès, Gazaupouy, Gondrin, Justian, Labarrère, Lagardère, Lagraulet-du-Gers, Larressingle, Larroque-Saint-Sernin, Larroque-sur-l'Osse, Lauraët, Loussous-Débat, Lupiac, Maignaut-Tauzia, Mansencôme, Marambat, Mirannes, Montréal, Mouchan, Pouydraguin, Préneron, Riguepeu, La Romieu, Roquebrune, Roquepine, Roques, Rozès, Sabazan, Saint-Arailles, Saint-Jean-Poutge, Saint-Orens-Pouy-Petit, Saint-Paul-de-Baïse, Saint-Pierre-d'Aubézies, Saint-Puy-Tudelle, Valence-sur-Baïse et Vic-Fezensac (sauf la partie constituée par l'ancienne commune de Lagraulas).

### AOC bas-armagnac
Arblade-le-Bas, Arblade-le-Haut, Avéron-Bergelle, Ayzieu, Barcelonne-du-Gers, Bascous, Bétous, Bourrouillan, Bretagne-d'Armagnac, Campagne-d'Armagnac, Castex-d'Armagnac, Caumont, Caupenne-d'Armagnac, Cazaubon, Courrensan, Cravencères, Dému, Eauze, Espas, Estang, Fustérouau, Gée-Rivière, Le Houga, Lannemaignan, Lannepax, Lanne-Soubiran, Larée, Laujuzan, Lelin-Lapujolle, Lias-d'Armagnac, Loubédat, Luppé-Violles, Magnan, Manciet, Margouët-Meymes, Marguestau, Mauléon-d'Armagnac, Maulichères, Maupas, Monclar, Monguilhem, Monlezun-d'Armagnac, Mormès, Mourède, Nogaro, Noulens, Panjas, Perchède, Ramouzens, Réans, Sainte-Christie-d'Armagnac, Saint-Germé, Saint-Griède, Saint-Martin-d'Armagnac, Salles-d'Armagnac, Sarragachies, Séailles, Sion, Sorbets, Tarsac, Termes-d'Armagnac, Toujouse, Urgosse, Vergoignan et Vic-Fezensac (partie constituée par l'ancienne commune de Lagraulas).

### AOC haut-armagnac
Antras, Armentieux, Armous-et-Cau, Auch, Augnax, Aurensan, Auterive, Barran, Bassoues, Beaumarchés, Bernède, Berrac, Biran, Boucagnères, Le Brouilh-Monbert, Brugnens, Cahuzac-sur-Adour, Cannet, Castelnau-d'Anglès, Castelnau-d'Arbieu, Castéra-Lectourois, Castillon-Massas, Castin, Céran, Cézan, Corneillan, Couloumé-Mondebat, Courties, Crastes, Duran, Durban, Fleurance, Galiax, Gavarret-sur-Aulouste, Gazax-et-Baccarisse, Goutz, Goux, Haulies, L'Isle-de-Noé, Izotges, Jegun, Jû-Belloc, Juillac, Labarthète, Labéjan, Ladevèze-Rivière, Ladevèze-Ville, Lagarde, Lahitte, Lalanne, Lamazère, Lamothe-Goas, Lannux, Larroque-Engalin, Lasserade, Lasséran, Lasseube-Propre, Lavardens, Leboulin, Lectoure, Ligardes, Loubersan, Louslitges, Marciac, Marsolan, Mascaras, Mas d'Auvignon, Maumusson-Laguian, Mérens, Miramont-d'Astarac, Miramont-Latour, Mirepoix, Montaut-les-Créneaux, Montégut, Montesquiou, Montestruc-sur-Gers, Nougaroulet, Orbessan, Ordan-Larroque, Ornézan, Pauilhac, Pavie, Pergain-Taillac, Pessan, Peyrusse-Grande, Peyrusse-Vieille, Peyrusse-Massas, Pis, Plaisance, Pouy-Roquelaure, Préchac, Préchac-sur-Adour, Preignan, Projan, Puycasquier, Puységur, Rejaumont, Riscle, Roquefort, Roquelaure, Saint-Aunix-Lengros, Saint-Avit-Frandat, Sainte-Christie, Sainte-Radegonde, Saint-Jean-le-Comtal, Saint-Lary, Saint-Martin-de-Goyne, Saint-Mézard, Saint-Mont, Sansan, La Sauvetat, Scieurac-et-Flourès, Ségos, Tasque, Terraube, Tieste-Uragnoux, Tourdun, Tourrenquets, Urdens, Verlus et Viella.
Cette aire d'appellation a été réduite à cette liste par le décret du 15 avril 2003, en retirant toutes les communes au sud de Marciac et de Mirande : l'intégralité des cantons de Masseube et de Miélan, ainsi que l'essentiel du canton de Mirande, de celui de Marciac et le sud du canton d'Auch-Sud-Est-Seissan (Labarthe et Seissan).

## Communes des Landes
| \| Mont-de-Marsan Bas-Armagnac \| Les aires d'appellation dans · les Landes. |
| Mont-de-Marsan Bas-Armagnac                                                  |

### AOC armagnac et blanche-armagnac
Dans le département des Landes, les deux AOC concernent les 25 communes suivantes : 
Aire-sur-l'Adour, Arthez-d'Armagnac, Betbezer-d'Armagnac, Bourdalat, Castandet, Cazères-sur-l'Adour, Créon-d'Armagnac, Escalans, Le Frêche, Gabarret, Hontanx, Labastide-d'Armagnac, Lacquy, Lagrange, Lussagnet, Mauvezin-d'Armagnac, Montégut, Parleboscq, Perquie, Saint-Gein, Saint-Julien-d'Armagnac, Saint-Justin, Sainte-Foy, Le Vignau et Villeneuve-de-Marsan.

### AOC bas-armagnac
Aire-sur-l'Adour (partie rive droite de l'Adour), Arthez-d'Armagnac, Betbezer-d'Armagnac, Bourdalat, Castandet, Cazères-sur-l'Adour, Créon-d'Armagnac, Escalans, Le Frêche, Gabarret, Hontanx, Labastide-d'Armagnac, Lacquy (partie à l'est de la route Bordeaux ― Pau), Lagrange, Lussagnet, Mauvezin-d'Armagnac, Montégut, Parleboscq, Perquie, Sainte-Foy (partie à l'est de la route Bordeaux ― Pau), Saint-Gein, Saint-Julien-d'Armagnac, Saint-Justin, Le Vignau et Villeneuve-de-Marsan (partie à l'est de la route Bordeaux ― Pau).

## Communes du Lot-et-Garonne
| \| Agen Nérac Ténarèze \| Les aires d'appellation dans · le Lot-et-Garonne. |
| Agen Nérac Ténarèze                                                         |

### AOC armagnac et blanche-armagnac
En Lot-et-Garonne, les 19 communes concernées sont : Andiran, Calignac, Fieux, Francescas, Fréchou, Gueyze, Lannes, Lasserre, Lavardac, Meylan, Mézin, Moncrabeau, Nérac, Poudenas, Réaup-Lisse, Saint-Pé-Saint-Simon, Sainte-Maure-de-Peyriac, Sos et Villeneuve-de-Mézin.

### AOC armagnac-ténarèze
Andiran, Calignac, Fieux, Francescas, Fréchou, Gueyze, Lannes, Lasserre, Lavardac (partie comprise entre la Gélise et la Baïse), Meylan, Mézin, Moncrabeau, Nérac, Poudenas, Réaup-Lisse, Sainte-Maure-de-Peyriac, Saint-Pé-Saint-Simon, Sos et Villeneuve-de-Mézin.